# Saint-Vougay
Saint-Vougay är en kommun i departementet Finistère i regionen Bretagne i västra Frankrike. Kommunen ligger i kantonen Plouzévédé som tillhör arrondissementet Morlaix. År 2022 hade Saint-Vougay 879 invånare.

## Befolkningsutveckling
Antalet invånare i kommunen Saint-Vougay
Referens:INSEE